# Rahela Durič
Rahela Durič (-Barić), slovenska zborovodkinja, * 1988
Trenutno vodi APZ Tone Tomšič Univerze v Ljubljani in Chor der Musikpädagogik (zbor študentov glasbene pedagogike Univerze za glasbo in uprizoritvene umetnosti v Gradcu).

## Šolanje
Osnovno in srednjo glasbeno šolo je obiskovala v Mariboru. Svojo glasbeno pot je začela kot violinistka in jo po maturi (2007) nadaljevala v Gradcu, kjer je študirala zborovsko dirigiranje pri prof. Johannesu Prinzu in orkestrsko dirigiranje pri prof. Wolfgangu Dörnerju. Iz orkestrskega dirigiranja je diplomirala leta 2011, dve leti kasneje pa z odliko zaključila še magistrski študij zborovskega dirigiranja. Od oktobra 2016 dela kot pomožna profesorica za zborovsko dirigiranje na Univerzi za glasbo v Gradcu (Avstrija), v razredu prof. Johannesa Prinza. Prav tako je aktivna kot referentka na seminarjih za izobraževanje zborovodij in učiteljev po vsej Avstriji, pa tudi v Sloveniji in Italiji.

## Zbori
Med leti 2014 in 2019 je aktivno sodelovala pri projektu SUPERAR, ki je namenjen otrokom iz socialno šibkejših družin, predvsem v osnovnih šolah z visokim deležem migrantov. Leta 2016 je pomagala ustanoviti projekt meet4music, ki je poskus integracije pribežnikov in ljudi s posebnimi potrebami preko glasbe. V tem okviru je do junija 2018 vodila mesečna srečanja open singing na Univerzi za glasbo v Gradcu.

## Dosežki in nagrade
Leta 2015 je na mednarodnem tekmovanju za mlade dirigente v Torinu prejela nagrado za obetavno mlado dirigentko in štipendijo sklada Noel Minet. Januarja 2016 je bila izbrana za talent meseca na radiu Ö1. Prejela je tudi štipendijo mesta Gradec za nadarjene študente. Marca 2019 je na mednarodnem tekmovanju za zborovske dirigente Aegis Carminis v Kopru osvojila absolutno 1. nagrado in nagrado občinstva.
Z APZ Tone Tomšič je leta 2024 osvojila absolutno prvo mesto na državnem zborovskem tekmovanju Naša pesem.